# Шайшунага (династія)
Шайшунага — династія, що правила у давньоіндійському царстві Маґадга у 413 — 345 роках до н. е.

## Історія
Династія прийшла до влади 413 року до н. е., коли міністр Шайшунага повалив Нагадасаку, попереднього царя Маґадги з династії Хар'янта, та захопив трон.
Наступного правителя династії, Какаварну, убив міністр Магападма Нанда. Після цього його якийсь час прикривали сини Какаварни, але невдовзі він позбавився й від них. 345 року до н. е. Махападма Нанда здійнявся на престол Маґадги й заснував нову династію Нанда.

## Список правителів
| Ім'я          | Роки правління     |
| ------------- | ------------------ |
| Шайшунага     | 413 — 395 до н. е. |
| Какаварна     | 395 — 367 до н. е. |
| Кшемадхарман  | 367 до н. е. — ?   |
| Кшатрауджас   | ? — ?              |
| Відхісара     | ? — ?              |
| Аджатасатру   | ? — ?              |
| Дарсака       | ? — ?              |
| Удаяна        | ? — ?              |
| Нандівардхана | ? — ?              |
| Маганандін    | ? — 345 до н. е.   |